# 아도에키티

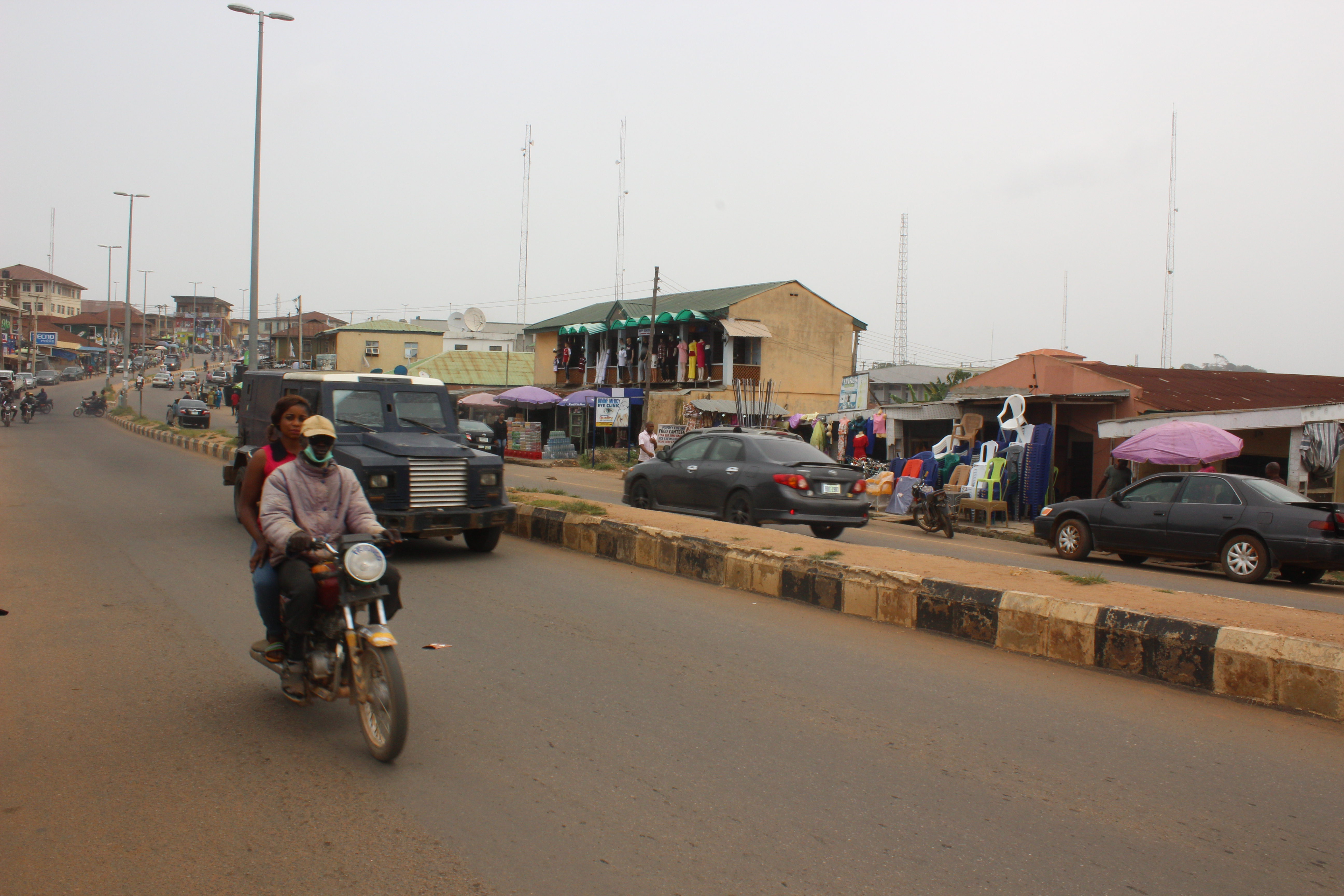

아도에키티(Ado Ekiti)는 나이지리아 남서부에 위치한 에키티주의 주도로 면적은 293.41km2, 높이는 455m, 인구는 424,340명(2012년 기준)이다. 얌, 카사바, 곡물, 담배 교역의 중심지이며 직물을 짜는 데에 사용되는 목화가 재배된다.